# Milano-Torino 1987
La Milano-Torino 1987, settantaduesima edizione della corsa, si svolse il 13 ottobre 1987. Fu vinta dall'australiano Phil Anderson. I primi dieci classificati, eccetto Bruno Leali, erano tutti esordienti nella corsa, e tra essi vi sono tre campioni del mondo: Gianni Bugno, Moreno Argentin, Maurizio Fondriest.

## Ordine d'arrivo (Top 10)
| Pos. | Corridore          | Squadra           | Tempo |
| ---- | ------------------ | ----------------- | ----- |
| 1    | Phil Anderson      | Panasonic-Isostar |       |
| 2    | Flavio Giupponi    | Del Tongo-Colnago |       |
| 3    | Tony Rominger      | Superm. Brianzoli |       |
| 4    | Gianni Bugno       | Atala-Ofmega      |       |
| 5    | Moreno Argentin    | Gewiss-Bianchi    |       |
| 6    | Maurizio Fondriest | Ecoflam-BFB       |       |
| 7    | Bruno Leali        | Carrera Jeans     |       |
| 8    | Eric Van Lancker   | Panasonic-Isostar |       |
| 9    | Alberto Volpi      | Gewiss-Bianchi    |       |
| 10   | Walter Magnago     | Carrera Jeans     |       |